# George Spencer, 2. Earl Spencer

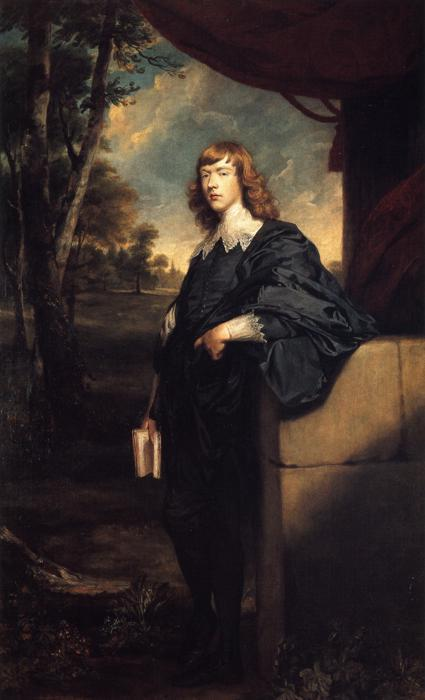
Thomas Gainsborough: George John Spencer, 2. Earl Spencer, Öl auf Leinwand, um 1775

George John Spencer, 2. Earl Spencer KG, PC, FRS, FSA (* 1. September 1758 in Wimbledon; † 10. November 1834 auf Althorp in Northamptonshire) war ein britischer Adliger und Whig-Politiker.

## Leben
George John war der einzige Sohn von fünf Kindern des Politikers John Spencer, 1. Earl Spencer (1734–1783) und seiner Ehefrau Margaret Georgiana Poyntz (1737–1814), einer Tochter von Stephen Poyntz und Anna Maria Mordaunt. Seine Schwestern waren Georgiana Cavendish, Duchess of Devonshire, und Henrietta Frances Ponsonby, Countess of Bessborough. Er wurde am 16. Oktober 1758 in Wimbledon getauft; als Taufpaten fungierten der britische König Georg II., William Clavering-Cowper, 2. Earl Cowper (der zweite Ehemann seiner Großmutter, Lady Georgiana Caroline Carteret), seine Tante väterlicherseits Elizabeth Spencer, Duchess of Marlborough, und seine Großtante, die Dowager Viscountess Bateman.
Nachdem er zunächst in Harrow zur Schule gegangen war, studierte Spencer am Trinity College der University of Cambridge Philosophie und Politik; wo er 1778 mit einem Master of Arts (Latein Magister Artium) graduierte. Zwischen 1780 und 1782 war er als Knight of the Shire für Northamptonshire und von 1782 bis 1783 als Knight of the Shire für Surrey in das House of Commons gewählt. Beim Tod seines Vaters erbte er 1783 dessen Adelstitel als 2. Earl Spencer und wechselte in das House of Lords. Er übernahm 1783 von seinem Vater auch das Amt des High Steward of St Albans, das er bis 1807 innehatte. 1790 wurde er auch Bürgermeister von St Albans. Im Jahr 1793 promovierte Spencer an der University of Oxford mit einem Doktor im Zivilrecht (Doctorate of Civil Law). Innerhalb der British Army wurde er 1794 zum Colonel des Northampton Regiment of Yeomanry befördert.
1782 hatte er das Amt eines Lord of the Treasury und 1794 das des Lordsiegelbewahrers inne und wurde 1794 Mitglied des Privy Council. Zwischen Juli 1794 und Oktober 1794 fungierte er als Sonderbotschafter in Wien. Im Kabinett Pitt war Spencer von 1794 bis 1801 Erster Lord der Admiralität, in der folgenden Regierung aller Talente Home Secretary. 1799 wurde er als Knight Companion des Hosenbandordens ausgezeichnet.
George John Spencer galt in der literarischen Welt als großer Sammler und Mäzen. Er wurde 1780 als Fellow in die Royal Society und 1785 auch in die Society of Antiquaries of London aufgenommen und war von 1813 bis 1825 Präsident der Royal Institution of Great Britain. Im Laufe seines Lebens erwarb er eine umfangreiche Büchersammlung (um die 40.000 Bücher), die nicht nur durch Bücherkäufe, sondern auch durch zahlreiche Schenkungen seiner Zeitgenossen ergänzt wurde. Die Bibliothek auf dem Familienanwesen Althorp galt als eine der schönsten privaten Bibliotheken in Europa. Die Spencer-Bibliothek wurde im Jahre 1892 zum Verkauf angeboten und von Enriqueta Augustina Rylands für die John Rylands Library erworben, die 1972 an die Universität Manchester überging.
George John Spencer, 2. Earl Spencer starb im Alter von 76 Jahren und wurde am 19. November 1834 auf dem Friedhof Great Brington neben seiner Ehefrau bestattet.

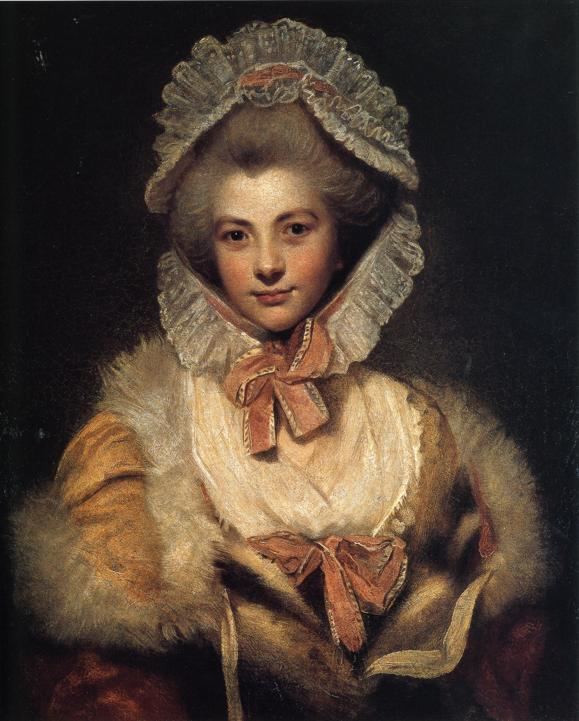
Joshua Reynolds: Lavinia Spencer, Countess Spencer, Öl auf Leinwand, um 1781

## Ehe und Nachkommen
Am 6. März 1781 heiratete George John Spencer in Mayfair, London, Lady Lavinia Bingham (1762–1831), eine Tochter von Charles Bingham, 1. Earl of Lucan, und Margaret Smith. Aus der gemeinsamen Verbindung gingen neun Kinder hervor:
- John Charles Spencer, 3. Earl Spencer (1782–1845) ⚭ 1814 Esther Acklom (1788–1818);
- Lady Sarah Spencer (1787–1870) ⚭ 1813 William Lyttelton, 3. Baron Lyttelton (1782–1837);
- Richard Spencer (1789–1791);
- Robert Spencer (1791–1830), Captain der Royal Navy und Commander auf Madagaskar;
- William Spencer (*/† 1792);
- Harriet Spencer (*/† 1793);
- Georgiana Charlotte Spencer (1794–1823) ⚭ 1814 Lord George Quin (1792–1888);
- Frederick Spencer, 4. Earl Spencer (1798–1857), Vice-Admiral der Royal Navy, ⚭ (1) 1830 Georgiana Elizabeth Poyntz (1799–1851), ⚭ (2) 1854 Adelaide Horatia Elizabeth Seymour (1825–1877);
- Rev. George Spencer (1799–1864), später bekannt als Father Ignatius Spencer.

## Erwähnenswertes
- Der Spencer-Golf an der Südküste von Australien wurde 1802 von seinem Entdecker, Matthew Flinders[2] (1774–1814), zu Ehren des 2. Earl Spencer benannt.
- Die Spencer-Jacke[3][4][5] ist eine eng anliegende, kurze Jacke und war zwischen 1790 und 1820 als Regency style in Mode. Als Namensgeber gilt der Earl Spencer.